# Area marina protetta Penisola del Sinis - Isola Mal di Ventre
L'area marina protetta Penisola del Sinis - Isola Mal di Ventre (in sardo: Aréa marina protegida Penisula de su Sinis - Isula Malu Entu) è un'area marina protetta istituita il 12 dicembre 1997 con decreto del Ministero dell'Ambiente, pubblicato nella Gazzetta Ufficiale n. 45 del 24 febbraio 1998, al fine di tutelare il vasto ambiente marino che comprende anche l'Isola di Mal di Ventre e lo Scoglio del Catalano. La parte bassa della Penisola del Sinis verso San Giovanni di Sinis, si presenta rocciosa per poi diventare dapprima sabbiosa e quindi, nei tratti alti, caratterizzata da imponenti falesie che sovrastano il mare fino alla sommità di Capo Mannu.

## Storia
La presenza umana nella penisola del Sinis risale al Neolitico. Nei pressi dello stagno di Cabras, lungo la riva sud, è situato il sito prenuragico (4500-1.800 a.C.) di Cuccuru Is Arrius, dove sono state ritrovate alcune tombe risalenti a quel periodo. Le statuette rinvenute dai corredi funerari testimoniano il culto del dio Toro e della dea Madre. Nel territorio sono inoltre presenti molti siti dell'epoca nuragica.
L'arrivo dei Fenici sull'isola portò alla fondazione della città di Tharros che, in seguito, passò sotto il dominio dei cartaginesi prima e dei romani poi. La decadenza della città cominciò con la caduta dell'Impero Romano e si concluse definitivamente con le sempre più frequenti incursioni dei pirati saraceni provenienti dal mare. Con la conquista spagnola ebbe inizio il periodo di edificazione delle torri costiere, che dovevano servire ad arginare le incursioni barbaresche.
All'inizio del XX secolo ebbero inizio i lavori per la bonifica delle paludi, che permisero il sostanziale miglioramento delle condizioni igieniche e sanitarie e consentirono di utilizzare le terre bonificate per l'agricoltura specializzata.
L'area marina protetta è stata istituita il 12 dicembre 1997 con decreto del Ministero dell'Ambiente, pubblicato nella Gazzetta Ufficiale n. 45 del 24 febbraio 1998, decreto rettificato il 17 luglio 2003 con un nuovo Decreto Ministeriale.
L'8 novembre 2004 il comune di Cabras richiede una nuova perimetrazione: Il 20 luglio 2011 un nuovo Decreto Ministeriale, pubblicato sulla Gazzetta Ufficiale n. 266 del 15 novembre 2011, interviene a modificare la perimetrazione, la zonazione e il regolamento di disciplina delle attività consentite all'interno dell'area protetta.

## Territorio

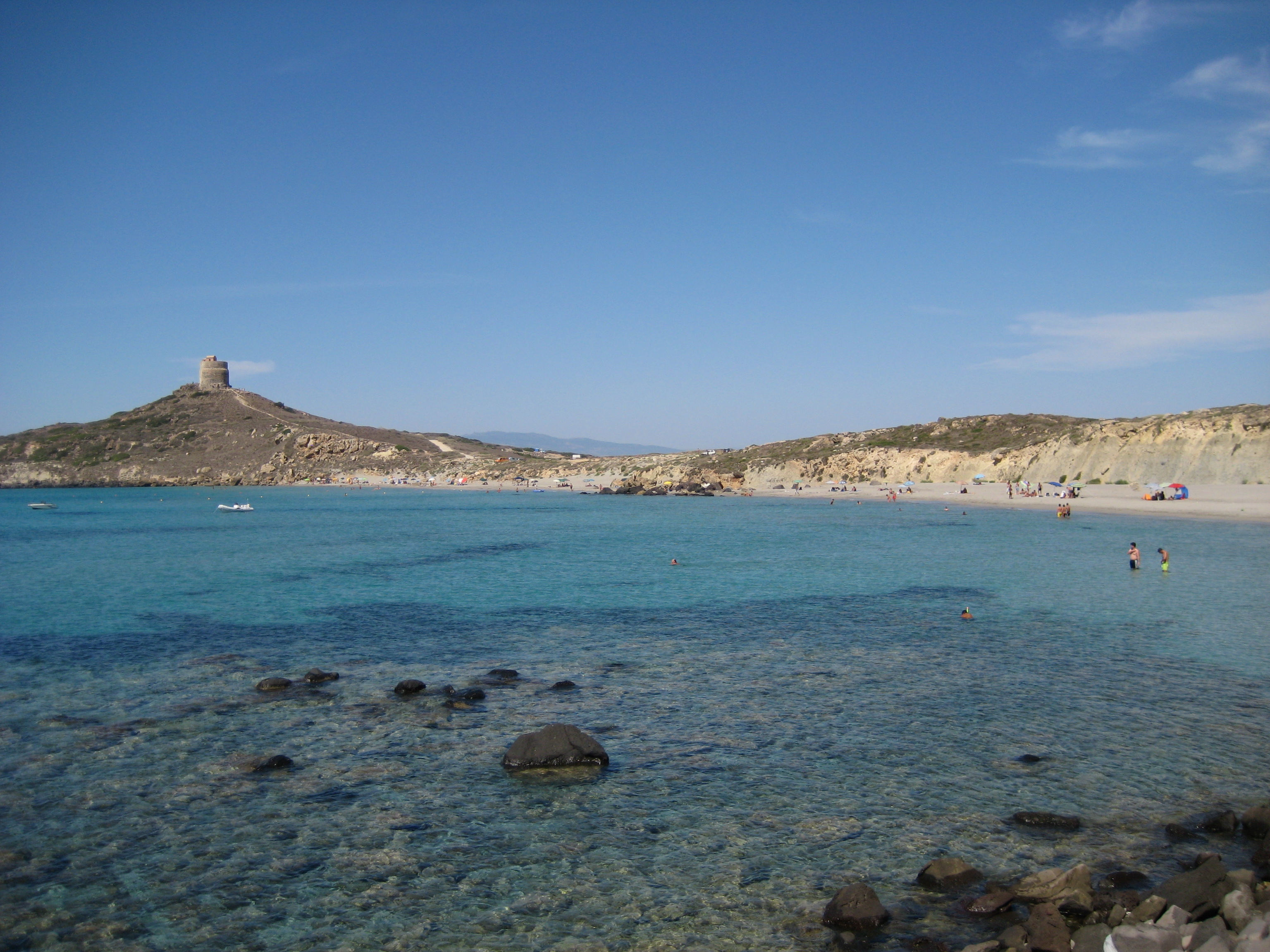
Capo San Marco e la torre spagnola.

La morfologia e la composizione geologica del territorio, oltre all'azione quasi costante del vento di maestrale, determinano la conformazione dei fondali marini, che si presentano a tratti rocciosi ed a tratti sabbiosi. La fascia costiera antistante le acque dell'area protetta si presenta molto varia, partendo dalle falesie calcaree di capo San Marco, che raggiungono l'altezza massima di 52 metri, e degradando lievemente verso nord fino alle spiagge di Mari Ermi.
Al largo si trovano due piccole isole. L'isola di Mal di Ventre, formata da rocce granitiche, e lo Scoglio del Catalano, costituito da rocce basaltiche.
Nell'immediato entroterra si trovano gli stagni di Cabras, Mistras e Pauli 'e Sali, le cui rive sono dominate dalla vegetazione ripariale alofita delle zone salmastre, con specie come lo scirpo (Bolboschoenus maritimus), e dal canneto dominato dalla canna di palude (Phragmites communis). Le aree soggette al periodico prosciugamento sono popolate dagli statici (genere Limonium), dal giunco marittimo (Juncus maritimus), dalla salicornia strobilacea (Halocnemum strobilaceum) e dalla cressa (Cressa cretica). Gli uccelli che popolano le zone umide terrestri sono il cavaliere d'Italia (Himantopus himantopus), l'avocetta (Recurvirostra avosetta), la pernice di mare (Glareola pratincola), il piviere dorato (Pluvialis apricaria), il combattente (Philomachus pugnax), il gabbiano roseo (Chroicocephalus genei), la rondine di mare (Sterna hirundo), il beccapesci (Thalasseus sandvicensis), il fraticello (Sternula albifrons), il mignattino (Chlidonias niger), il tarabusino (Ixobrychus minutus), l'airone rosso (Ardea purpurea), l'airone cenerino (Ardea cinerea), la garzetta (Egretta garzetta), l'airone bianco maggiore (Casmerodius albus), il porciglione (Rallus aquaticus), la gallinella d'acqua (Gallinula chloropus) ed il pollo sultano (Porphyrio porphyrio). L'uccello predatore di queste aree è il falco di palude (Circus aeruginosus).
L'area marina protetta è suddivisa, a seconda del grado di protezione applicato, in tre zone;
- Zona A (tutela integrale), che comprende la porzione di mare a nord dell'isola di Mal di Ventre e lo scoglio del Catalano, entro la quale non è consentito l'accesso se non ai ricercatori ed agli addetti alla tutela dell'ambiente;
- Zona B (tutela generale), entro la quale è consentito lo svolgimento delle attività umane della pesca, immersione e navigazione nel rispetto dei criteri di sviluppo sostenibile e limitando l'uso delle risorse alle sole persone autorizzate;
- Zona C (tutela parziale), entro la quale è consentito lo svolgimento delle attività umane che non siano contrarie alle norme di tutela dell'area protetta.

## Flora
I fondali sabbiosi sono l'habitat ideale della posidonia (Posidonia oceanica), che forma estese praterie nelle acque dell'area protetta. Le rocce sono invece ricoperte da una grande varietà di alghe.

## Fauna
Le acque sono popolate da una varietà di fauna marina. Gli anfratti rocciosi sono occupati dai crostacei, quali l'aragosta mediterranea (Palinurus elephas), l'astice (Homarus gammarus) e la cicala di mare (Scyllarus arctus). Sono presenti anche molte specie di pesci, come le corvine (Sciaena umbra), le murene (Muraenidae), le cernie (Epinephelinae), i gronghi (Conger conger), i barracuda (Sphyraenidae) ed i saraghi (Diplodus). Lungo le pareti della Secca di Mezzo sono ancorati i coralli come le margherite di mare (Parazoanthus axinellae) e, presso la Secca del Pizzo, si può osservare una particolare ascidia dal colore giallo.
Tra i molluschi vi sono le flabelline ed i nudibranchi. Gli anellidi sono rappresentati dai policheti.
Nelle acque dell'area protetta è anche possibile avvistare i delfini (Delphinidae).

## Punti di interesse

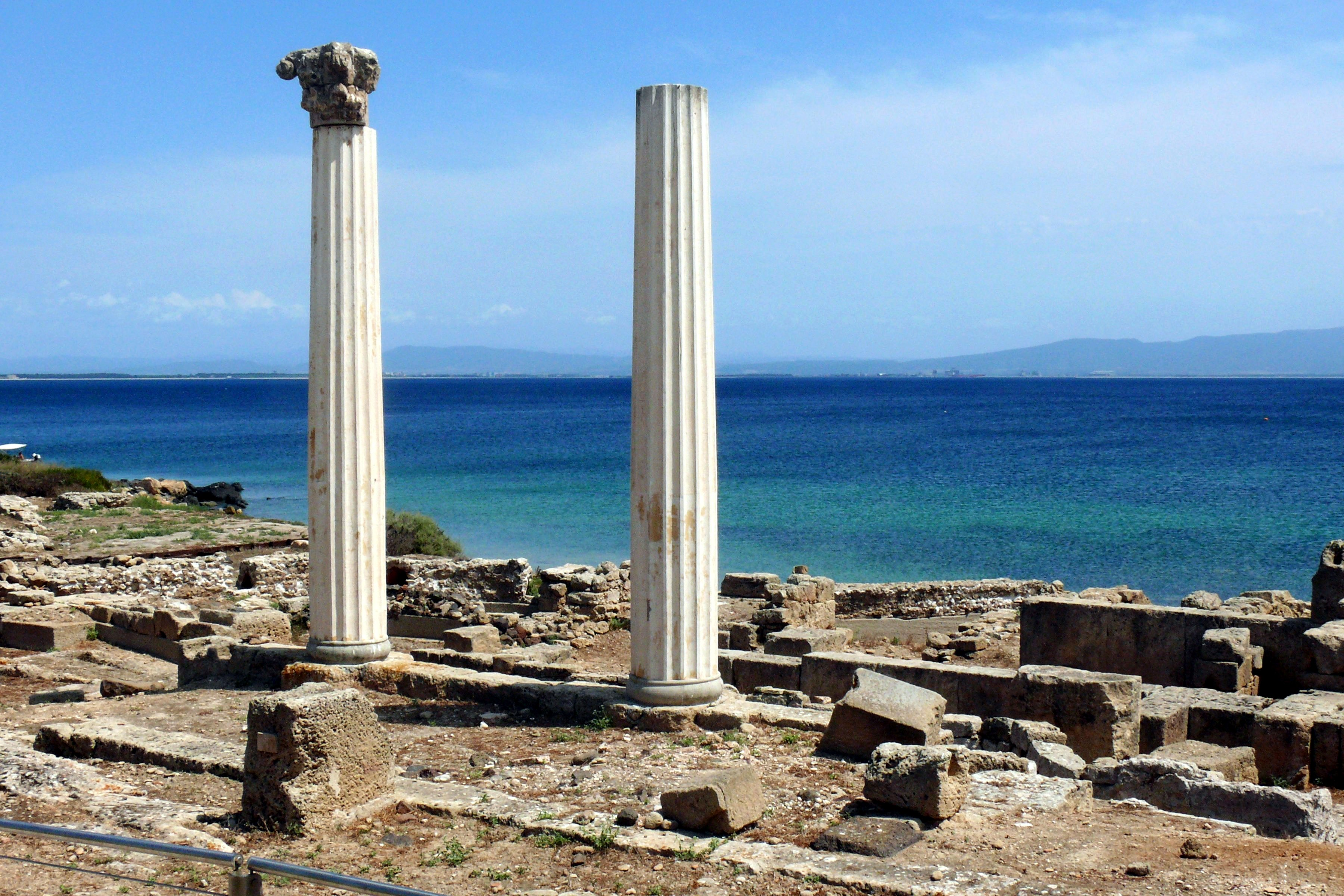
Le rovine dell'antica città di Tharros.

Nel territorio sono presenti numerosi siti archeologici che testimoniano la storia della regione. Sono visitabili l'isola di Mal di Ventre, le rovine dell'antica città di Tharros, nei pressi del Capo San Marco e, presso Cabras, il museo archeologico comunale. Presso il piccolo villaggio di San Salvatore si può visitare il tempio ipogeico dedicato al culto dell'acqua mentre a San Giovanni di Sinis si trova l'antica chiesa, edificata in grandi conci di arenaria, dedicata a San Giovanni.
Anche questo tratto di costa, come ovunque lungo le coste della Sardegna, ha le sue torri costiere: la Torre di San Giovanni, la Torre di Capo San Marco e la Torre di Cabras.

## Accessi
Il centro visite dell'Area marina protetta si trova a San Giovanni di Sinis, mentre un secondo info point si trova negli uffici del comune a Cabras, in Piazza Eleonora. Il paese è raggiungibile percorrendo la Strada Statale 131 fino allo svincolo in direzione Oristano nord per immettersi nella Strada Statale 292. Imboccando la strada provinciale numero 1 si seguono le indicazioni fino all'arrivo a Cabras.

## Attività
Lungo la costa e possibile seguire numerosi percorsi naturalistici che permettono di apprezzare la varietà del paesaggio della penisola del Sinis. I percorsi si articolano dalle falesie di Capo San Marco fino alle spiagge quarzifere raggiungibili proseguendo verso nord. È inoltre possibile osservare la varietà di vita rappresentata dallo Stagno di Cabras, popolato da varie specie di uccelli acquatici, tra i quali il fenicottero rosa (Phoenicopterus roseus).
Sono inoltre presenti numerosi siti archeologici, tra i quali l'antica città, punica prima e romana poi, di Tharros nelle cui vicinanze, presso Capo San Marco si trova anche la necropoli punica. Nel territorio si trovano anche numerose torri costiere di epoca spagnola. Nel piccolo borgo di San Giovanni di Sinis si trova la piccola chiesa paleocristiana dedicata al santo la cui prima edificazione risale al VI secolo.
Nelle acque dell'area marina protetta è possibile praticare le immersioni, sia di superficie che profonde, seguendo diversi percorsi attraverso la variabilità dell'ambiente subacquee di questo tratto di costa. Con le dovute cautele sono visitabili anche alcuni relitti, tra cui il relitto romano di Mal di Ventre.
Con delle piccole imbarcazioni è possibile visitare anche l'isola di Mal di Ventre imbarcando dalle spiagge di Mari Ermi o Putzu Idu.

## Strutture ricettive
Nella piccola località di San Giovanni di Sinis si trova il centro visite dell'area marina protetta, presso il quale è possibile ottenere il materiale informativo riguardante il territorio. Nella località di Seu, entro il perimetro del parco comunale, si trova il centro educativo ambientale dotato di una biblioteca tematica e di una sala multimediale.